# Slätrocka
Slätrockan (Dipturus batis) är en broskfisk som tillhör familjen egentliga rockor och lever i östra Atlanten. Den är den största europeiska rockan.

## Utseende
Ryggens färg är mycket varierande men är vanligtvis brun, olivgrå, grå eller gul med ljusa eller mörka ränder och fläckar. Undersidan är gråvit med brunsvarta prickar och streck som ibland kan delvis sammanfalla så undersidan blir spräcklig i svart och vitt. De unga slätrockorna har taggar runt ögon och mellan 12 och 28 taggar längs mitten av rygg och stjärt. De äldre förlorar oftast dessa taggar, och får i stället två utspridda taggrader, en på varje sida av stjärten; ibland behålles taggarna längs kroppens mittlinje. Honans längd uppgår till 2,85 m, bredden till cirka 2 m och vikten till 113 kg. Hanen blir något mindre, 2,05 m.

## Utbredning
Slätrockan lever i östra Atlanten från Island och norra Norge över Brittiska öarna, längs östra Atlantkusten via västra Medelhavet (tidigare även Svarta havet) till norra Marocko (tidigare till södra Sydafrika). Den fanns tidigare i Sverige, där den också fortplantade sig, men betraktas numera som nationellt utdöd ("RE").

## Vanor
Slätrockan är en bottenlevande broskfisk, men är inte lika knuten till havsbottnen som de flesta andra rockor, utan kan även simma omkring i öppet vatten. Den kan hålla till på nästan alla bottnar, men föredrar mjukare bottnar på mellan 100 och 200 meters djup, även om den kan påträffas på djup mellan 10 och 1 000 meter. Arten jagar aktivt byten som kräftdjur och benfiskar, men kan även ta broskfiskar, också andra rockor. Det är framför allt de äldre fiskarna som fångar fisk; ungfiskar livnär sig företrädesvis på olika bottendjur.
Arten kan bli upp mot 51 år gammal.

### Fortplantning
Slätrockan blir könsmogen vid omkring 10 års ålder, honorna något senare än hanarna. Lektiden infaller på våren; den är äggläggande, men har ändå en regelrätt parning med omfamning. Till sommare lägger honan omkring 40 avlånga äggkapslar med en längd av 11 till 25 cm, och en bredd på 5 till 15 cm. De har styva, spetsiga horn och läggs på sand- eller dybotten.

## Status
Förr fiskades slätrockan i mycket stor skala då köttet är populärt och man gör fiskleverolja på levern. Resten används främst till fiskmjöl, utom vingar och ibland stjärt, som på många håll säljs färska eller rökta. Detta har lett till ett utfiske av den, och sedan andra världskriget har den minskat kraftigt. Efter 1970 har den blivit mycket sällsynt i fångsterna, och senan 2000 är den med på IUCNs röda lista över hotade arter där den från och med 2006 klassificeras som akut hotad "(CR)", underklassificering "A2bcd+4bcd". Bidragande orsaker till att utfiskningen påverkat den så kraftigt, har varit den långsamma tillväxten, den sena könsmognaden och det ringa antalet ägg. Som angetts ovan betraktar Artdatabanken den som nationellt utdöd i Sverige.